# Mittlach
Mittlach è un comune francese di 335 abitanti situato nel dipartimento dell'Alto Reno nella regione del Grand Est. Si trova sulle rive del fiume Fecht.

## Società

### Evoluzione demografica
Abitanti censiti